# Verhängnis
Unter einem Verhängnis wird heute im Deutschen ein „(ungünstiges) Schicksal“, ein „Unheil“ oder „Unglück“ verstanden.
Das Wort ist im Deutschen seit dem 14. Jahrhundert belegt. Im Mittelhochdeutschen hatte es als verhencnisse die Bedeutung „Zulassung“, „Einwilligung“, „Schickung“. Das Wort war eine Substantivbildung zum Verb verhengen („hängen lassen, nachgeben, geschehen lassen, ergehen lassen“).
Während der Zeit der Reformation erlangt das Wort die Bedeutung „Fügung Gottes“. Diese religiöse Verwendung schwindet im Zeitalter der Aufklärung, stattdessen wird Verhängnis in der Bedeutung „Schicksal“ verwendet.
Friedrich Schiller spricht an der Wende vom 18. zum 19. Jahrhundert sowohl vom „göttlichen Verhängnis“
„... Ich bin der Letzte ihres Stamms, dem Mord
Entrissen durch ein göttliches Verhängnis.“
als auch vom eigenen:
„Wenn ich mir denke, [...] dass vielleicht in hundert oder mehr Jahren – wenn auch mein Staub schon lange verweht ist – man mein Andenken segnet und mir noch im Grabe Tränen und Bewunderung zollt, dann freue ich mich meines Dichterberufes und versöhne mich mit Gott und meinem oft harten Verhängnis.“